# Спарама
Спарама  или Спраама  (род. неизвестно - после 699) — царица Кавказской Албании в 694-699 годах.

## Биография
Её происхождение неизвестно. Она вышла замуж за Вараза-Трдата I. Она стала матерью Гагика I, Вардана II и Степанноса I.
Ее супруг Вараз-Трдат I находился в плену в Константинополе с 694 по 699 год. В его отсутствие регентом вместо него во время его отсутствия служила его жена царица Спарама, её сыновья тогда были несовершеннолетними. В том же году, в 694 году, власть над регентством взял на себя князь Шеро. Сообщается, что она была в союзе с ним. Возможно, Спарама рассталась с первым мужем и вышла замуж за Шеру. Однако вскоре два регента оказались вовлечены в конфликт. Их конфликт дестабилизировал государство, которое подвергалось византийскому влиянию, а также арабским нападениям.
В 699 году из плена вернулся её супруг. Вскоре после его возвращения она отреклась от престола. Известно, что в этом году она еще была жива. Она могла быть сослана в монастырь или была казнена.